# Köpcentrum

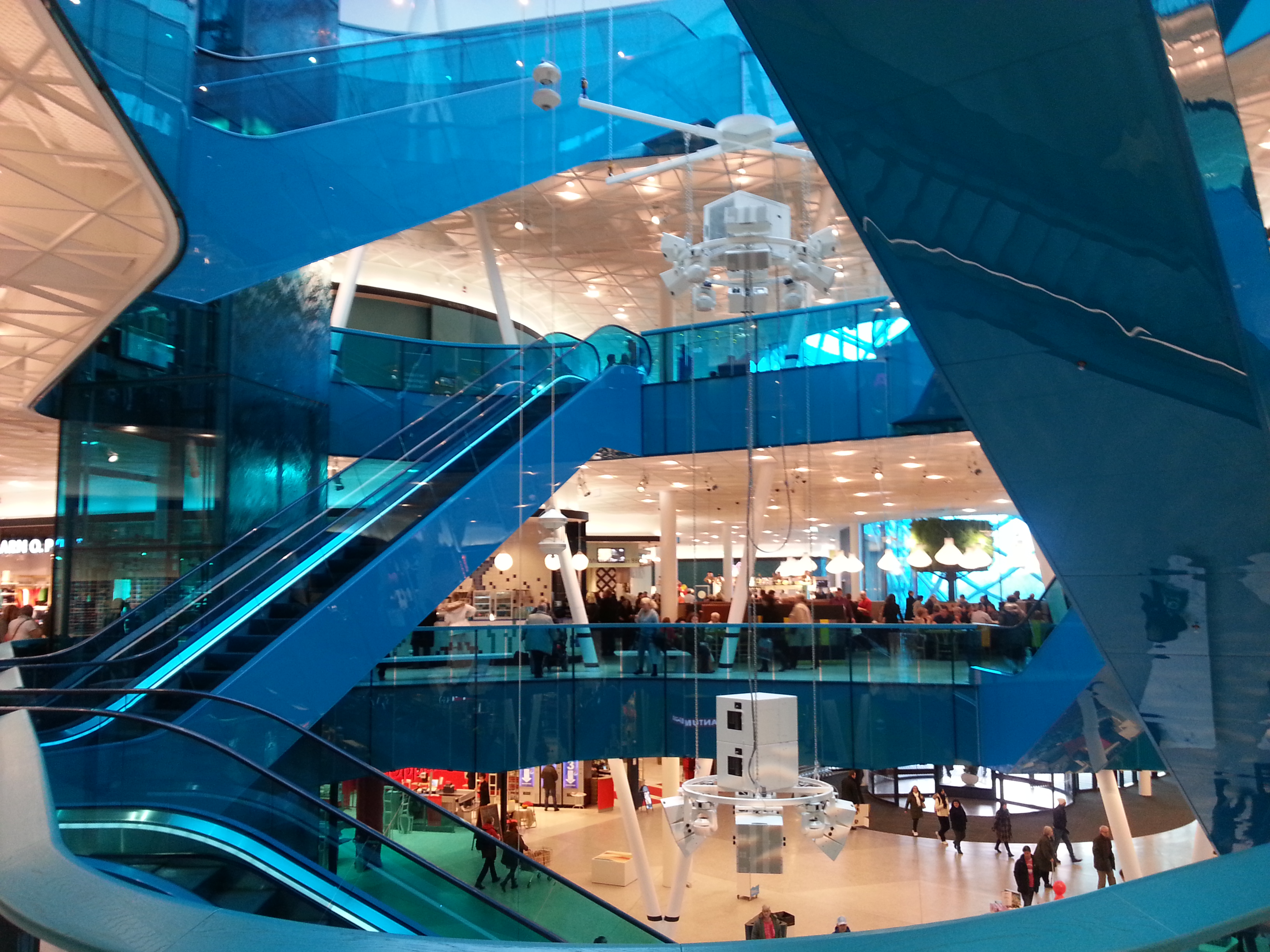
Emporia i Malmö är ett köpcentrum.

Köpcentrum eller köpcenter är en koncentration eller samling av butiker och varuhus, ofta med inslag av serveringar och olika typer av annan service.

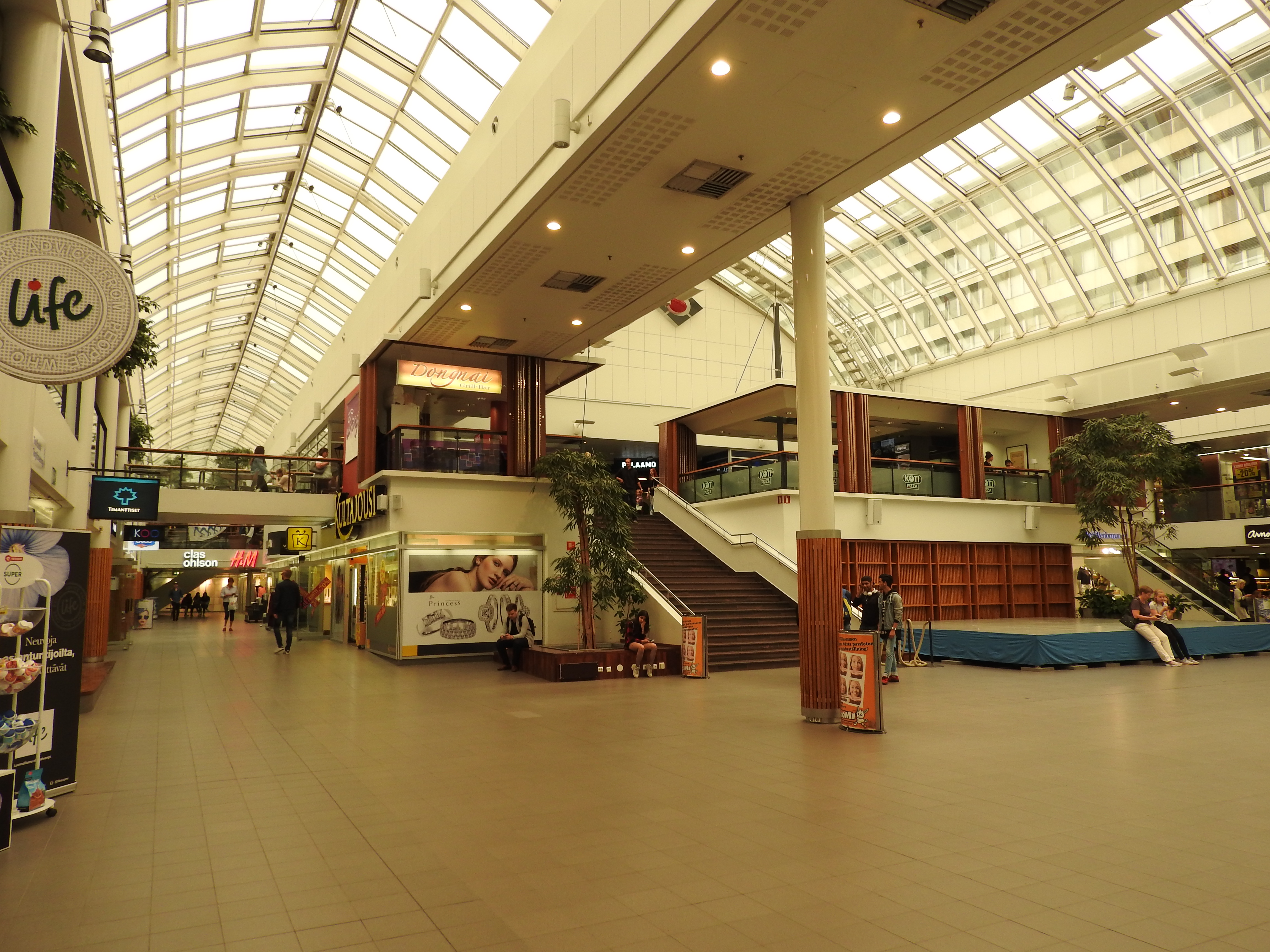
Rewell, ett köpcentrum i Vasa i Finland.

## Allmänt
Det finns dels centralt belägna köpcentrum i stadskärnor eller stadsdelar, dels externt lokaliserade sådana i utkanten av eller utanför tätorten. De senare förutsätter normalt bilburna kunder.
Under 1980-talet ombyggdes eller nybyggdes ett stort antal köpcentrum i Sverige. Exempel för externt belägna köpcentrum är Kungens Kurva utanför Stockholm, Asecs i Jönköping och Marieberg Galleria i Örebro. Exempel på centralt belägna köpcentrum är Commerce i Skövde, Gallerian och Sturegallerian, båda i Stockholm, och Nordstan i Göteborg.